# Raphael Augusto
Raphael Augusto Santos da Silva (Rio de Janeiro, 6 marzo 1991) è un calciatore brasiliano, centrocampista dell'Abahani Ltd. Dacca.

## Statistiche

### Presenze e reti nei club
| Stagione               | Squadra                | Campionato             | Campionato | Campionato | Coppe nazionali | Coppe nazionali | Coppe nazionali | Coppe continentali | Coppe continentali | Coppe continentali | Altre coppe | Altre coppe | Altre coppe | Totale | Totale |
| Stagione               | Squadra                | Comp                   | Pres       | Reti       | Comp            | Pres            | Reti            | Comp               | Pres               | Reti               | Comp        | Pres        | Reti        | Pres   | Reti   |
| ---------------------- | ---------------------- | ---------------------- | ---------- | ---------- | --------------- | --------------- | --------------- | ------------------ | ------------------ | ------------------ | ----------- | ----------- | ----------- | ------ | ------ |
| 2012                   | América de Natal       | B                      | 3          | 0          | -               | -               | -               | -                  | -                  | -                  | -           | -           | -           | 3      | 0      |
| 2013                   | D.C. United            | MLS                    | 7+1        | 0          | -               | -               | -               | -                  | -                  | -                  | -           | -           | -           | 8      | 0      |
| 2013-2014              | Legia Varsavia         | E                      | 9          | 0          | PP              | 1               | 0               | UCL+UEL            | 0+0                | 0+0                | -           | -           | -           | 10     | 0      |
| 2015                   | Bangu                  | D                      | 0          | 0          | -               | -               | -               | -                  | -                  | -                  | -           | -           | -           | 0      | 0      |
| 2015                   | Madureira              | C                      | 6          | 0          | -               | -               | -               | -                  | -                  | -                  | -           | -           | -           | 6      | 0      |
| 2015                   | Chennaiyin             | ISL                    | 12         | 1          | -               | -               | -               | -                  | -                  | -                  |             | -           | -           | 12     | 1      |
| 2016                   | Chennaiyin             | ISL                    | 14         | 0          | -               | -               | -               | -                  | -                  | -                  | -           | -           | -           | 14     | 0      |
| 2017-2018              | Chennaiyin             | ISL                    | 15+3       | 3          | SC              | -               | -               | -                  | -                  | -                  | -           | -           | -           | 18     | 3      |
| 2018-2019              | Chennaiyin             | ISL                    | 18         | 2          | SC              | 4               | 1               | AFC Cup            | 2+1                | 0                  | -           | -           | -           | 25     | 3      |
| Totale Chennaiyin      | Totale Chennaiyin      | Totale Chennaiyin      | 62         | 4          |                 | 4               | 1               |                    | 3                  | 0                  |             | -           | -           | 69     | 5      |
| 2019-2020              | Bengaluru              | ISL                    | 10         | 0          | SC              | -               | -               | AFC Cup            | -                  | -                  | -           | -           | -           | 10     | 0      |
| 2021                   | Abahani Limited        | PL                     | 21         | 4          | CB              | 2               | 0               | AFC Cup            | 0                  | 0                  | -           | -           | -           | 23     | 4      |
| 2022                   | Abahani Limited        | PL                     | 16         | 7          | CB              | 3               | 2               | AFC Cup            | 0                  | 0                  | -           | -           | -           | 19     | 9      |
| Totale Abahani Limited | Totale Abahani Limited | Totale Abahani Limited | 37         | 11         |                 | 5               | 2               |                    | 0                  | 0                  |             | -           | -           | 52     | 13     |
| 2024                   | Forca Kochi            | SLK                    | 3          | 0          | -               | -               | -               | -                  | -                  | -                  | -           | -           | -           | 3      | 0      |
| Totale Carriera        | Totale Carriera        | Totale Carriera        | 138        | 15         |                 | 10              | 3               |                    | 3                  | 0                  |             | -           | -           | 151    | 18     |

## Palmarès

### Club

#### Competizioni nazionali
- Indian Super League: 2

Chennaiyin: 2015, 2017-2018